# Wahlkreis Altenburger Land II
Der Wahlkreis Altenburger Land II (Wahlkreis 44) ist ein Landtagswahlkreis in Thüringen und umfasst vom Landkreis Altenburger Land die Gemeinden Altenburg, Fockendorf, Frohnsdorf, Gerstenberg, Göpfersdorf, Haselbach, Jückelberg, Langenleuba-Niederhain, Treben, Windischleuba und Ziegelheim. Ferner umfasst er die Gemeinde Nobitz, jedoch ohne das Gebiet der ehemaligen Gemeinde Saara.

## Landtagswahl 2024
Zur Landtagswahl in Thüringen am 1. September 2024 traten folgende Direktkandidaten  an, mit folgenden Ergebnis:
| Gegenstand der Nachweisung | Gegenstand der Nachweisung | Erst- stimmen | Erst- stimmen | Zweit- stimmen | Zweit- stimmen |
| Bewerber                   | Partei                     | Anzahl        | %             | Anzahl         | %              |
| -------------------------- | -------------------------- | ------------- | ------------- | -------------- | -------------- |
| Wahlberechtigte            | Wahlberechtigte            | 36.274        | 36.274        | 36.274         | 36.274         |
| Wähler                     | Wähler                     | 24.615        | 24.615        | 24.615         | 67,9           |
| Ungültige Stimmen          | Ungültige Stimmen          | 460           | 1,9           | 176            | 0,7            |
| Gültige Stimmen            | Gültige Stimmen            | 24.155        | 98,1          | 24.439         | 99,3           |
| davon                      |                            |               |               |                |                |
| Ralf Plötner               | DIE LINKE                  | 3.138         | 13,0          | 2,645          | 10,8           |
| Torben Braga               | AfD                        | 10.327        | 42,8          | 9.392          | 38,4           |
| Christoph Zippel           | CDU                        | 8.560         | 35,4          | 6.036          | 24,7           |
| Norman Müller              | SPD                        | 1.530         | 6,3           | 1.150          | 4,7            |
|                            | GRÜNE                      |               |               | 362            | 1,5            |
| Marco Thiele               | FDP                        | 600           | 2,5           | 200            | 0,8            |
|                            | TIERSCHUTZ hier!           |               |               | 230            | 0,9            |
|                            | ÖDP / Familie ..           | 50            | 0,2           |                |                |
|                            | PIRATEN                    | 58            | 0,2           |                |                |
|                            | MLPD                       | 26            | 0,1           |                |                |
|                            | BÜNDNIS DEUTSCHLAND        | 159           | 0,7           |                |                |
|                            | BSW                        | 3.801         | 15,6          |                |                |
|                            | FAMILIE                    | 110           | 0,5           |                |                |
|                            | FREIE WÄHLER               | 145           | 0,6           |                |                |
|                            | WU                         | 75            | 0,3           |                |                |

## Wahl 2019
Die Landtagswahl in Thüringen 2019 erbrachte folgendes Wahlkreisergebnis bei den Erststimmen, von denen auf den CDU-Kandidaten 7464 und 37,0 % entfielen, auf den Vertreter von DIE LINKE 5713 und 28,3 %. Es war kein Direktkandidat für die AfD angetreten, die bei der Landesstimme auf Platz zwei lag, mit 6022 Zweitstimmen und 27,9 %, hinter DIE LINKE (6582 30,5 %), aber vor der CDU (4883 22,6 %).
| Name                              | Partei                | Anteil der Erststimmen |
| --------------------------------- | --------------------- | ---------------------- |
| Christoph Zippel                  | CDU                   | 37,0 %                 |
| Ralf Plötner                      | Die Linke             | 28,3 %                 |
| Norman Müller                     | SPD                   | 11,0 %                 |
| Bernhard Stengele                 | Bündnis 90/Die Grünen | 5,6 %                  |
| Marco Thiele                      | FDP                   | 13,1 %                 |
| Ursula Krause                     | Menschliche Welt      | 5,1 %                  |
| Wahlberechtigte: 38.621 Einwohner |                       |                        |
| Wahlbeteiligung: 56,6 %           |                       |                        |

## Wahl 2014
Die Landtagswahl in Thüringen 2014 erbrachte folgendes Wahlkreisergebnis:
| Name                              | Partei                | Anteil der Erststimmen |
| --------------------------------- | --------------------- | ---------------------- |
| Christoph Zippel                  | CDU                   | 40,2 %                 |
| Birgit Klaubert                   | Die Linke             | 34,7 %                 |
| Norman Müller                     | SPD                   | 12,6 %                 |
| Klaus-Peter Liefländer            | Freie Wähler          | 4,9 %                  |
| Robert Schmidt                    | NPD                   | 4,8 %                  |
| Pascal Mauf                       | Bündnis 90/Die Grünen | 2,9 %                  |
| Wahlberechtigte: 39.118 Einwohner |                       |                        |
| Wahlbeteiligung: 44,8 %           |                       |                        |

## Wahl 2009
Bei der Landtagswahl in Thüringen 2009 traten folgende Kandidaten an:
| Name                              | Partei    | Anteil der Erststimmen |
| --------------------------------- | --------- | ---------------------- |
| Christian Gumprecht               | CDU       | 31,3 %                 |
| Birgit Klaubert                   | Die Linke | 28,2 %                 |
| Hartmut Schubert                  | SPD       | 26,2 %                 |
| Daniel Scheidel                   | FDP       | 9,3 %                  |
| Peter Pichl                       | NPD       | 4,9 %                  |
| Wahlberechtigte: 41.927 Einwohner |           |                        |
| Wahlbeteiligung: 48,5 %           |           |                        |

## Wahl 2004
Bei der Landtagswahl in Thüringen 2004 traten folgende Kandidaten an:
| Name                              | Partei | Anteil der Erststimmen |
| --------------------------------- | ------ | ---------------------- |
| Christian Gumprecht               | CDU    | 43,2 %                 |
| Birgit Klaubert                   | PDS    | 32,2 %                 |
| Gabriele Matzulla                 | SPD    | 16,1 %                 |
| Frank Augsten                     | GRÜNE  | 2,8 %                  |
| Martin Gerhard Klimek             | FDP    | 5,7 %                  |
| Wahlberechtigte: 44.375 Einwohner |        |                        |
| Wahlbeteiligung: 46,8 %           |        |                        |

## Wahl 1999
Bei der Landtagswahl in Thüringen 1999 traten folgende Kandidaten an:
| Name                              | Partei | Anteil der Erststimmen |
| --------------------------------- | ------ | ---------------------- |
| Andreas Sonntag                   | CDU    | 46,5 %                 |
| Volker Schemmel                   | SPD    | 18,7 %                 |
| Birgit Klaubert                   | PDS    | 31,8 %                 |
| Hans-Peter Bugar                  | FDP    | 3,0 %                  |
| Wahlberechtigte: 46.515 Einwohner |        |                        |
| Wahlbeteiligung: 50,2 %           |        |                        |

## Bisherige Abgeordnete
Direkt gewählte Abgeordnete des Wahlkreises Altenburger Land II waren:
| Jahr | Name                | Partei | Anteil der Erststimmen |
| ---- | ------------------- | ------ | ---------------------- |
| 2019 | Christoph Zippel    | CDU    | 37,0 %                 |
| 2014 | Christoph Zippel    | CDU    | 40,2 %                 |
| 2009 | Christian Gumprecht | CDU    | 31,3 %                 |
| 2004 | Christian Gumprecht | CDU    | 43,2 %                 |
| 1999 | Andreas Sonntag     | CDU    | 46,5 %                 |
| 1994 | Andreas Sonntag     | CDU    | 40,4 %                 |